# Brick Township
Pour les articles homonymes, voir Brick.
Brick Township est une municipalité américaine située dans le comté d'Ocean au New Jersey.
Selon le recensement de 2010, sa population est de 75 072 habitants. Elle est la troisième municipalité la plus peuplée du comté d'Ocean derrière les communes de Toms River et Lakewood.
La municipalité s'étend sur 32,32 milles carrés (83,71 km2), dont 6,60 milles carrés (17,09 km2) d'étendues d'eau. La plupart de la ville de Brick se trouve sur le territoire continental, mais les plages I, II et III sont situées sur la Péninsule Barnegate exactement sur le bord de l'océan, une péninsule longue de barrière qui sépare la baie de Barnegat de l'océan Atlantique. La région des plages et du territoire continental de la ville ne sont pas géographiquement adjacentes.
La ville de Brick a été incorporée comme un township par un acte de la Législature du New Jersey le 15 février 1850, à partir des portions des deux autres townships de Dover (maintenant Toms River) et Howell. Elle doit son nom à Joseph W. Brick. Les portions de la municipalité ont été prises pour établir les villes de Point Pleasant Beach (le 18 mai 1886), Bay Head (le 15 juin 1886), Lakewood (le 23 mars 1892), Mantoloking (le 10 avril 1911) et le Point Pleasant (le 21 avril 1920).